# ميلوس ميلوفانوفيتش
ميلوس ميلوفانوفيتش (بالصربية: Милош Миловановић)‏ هو لاعب كرة قدم صربي في مركز الدفاع، ولد في 9 ديسمبر 1987 في كرالييفو في صربيا. لعب مع FK Sloga Kraljevo ‏.

## وصلات خارجية
- ميلوس ميلوفانوفيتش على موقع قاعدة بيانات كرة القدم.إي يو (الإنجليزية)
- ميلوس ميلوفانوفيتش على موقع بيانات كرة القدم. دي إي (الألمانية)
- ميلوس ميلوفانوفيتش على موقع Soccerbase.com (لاعب) (الإنجليزية)
- ميلوس ميلوفانوفيتش على موقع Soccerway.com (الإنجليزية)
- ميلوس ميلوفانوفيتش على موقع عالم كرة القدم.نت (الإنجليزية)